# Lasius pallitarsis
Lasius pallitarsis är en myrart som först beskrevs av Léon Abel Provancher 1881.  Lasius pallitarsis ingår i släktet Lasius och familjen myror. Inga underarter finns listade i Catalogue of Life.

## Bildgalleri

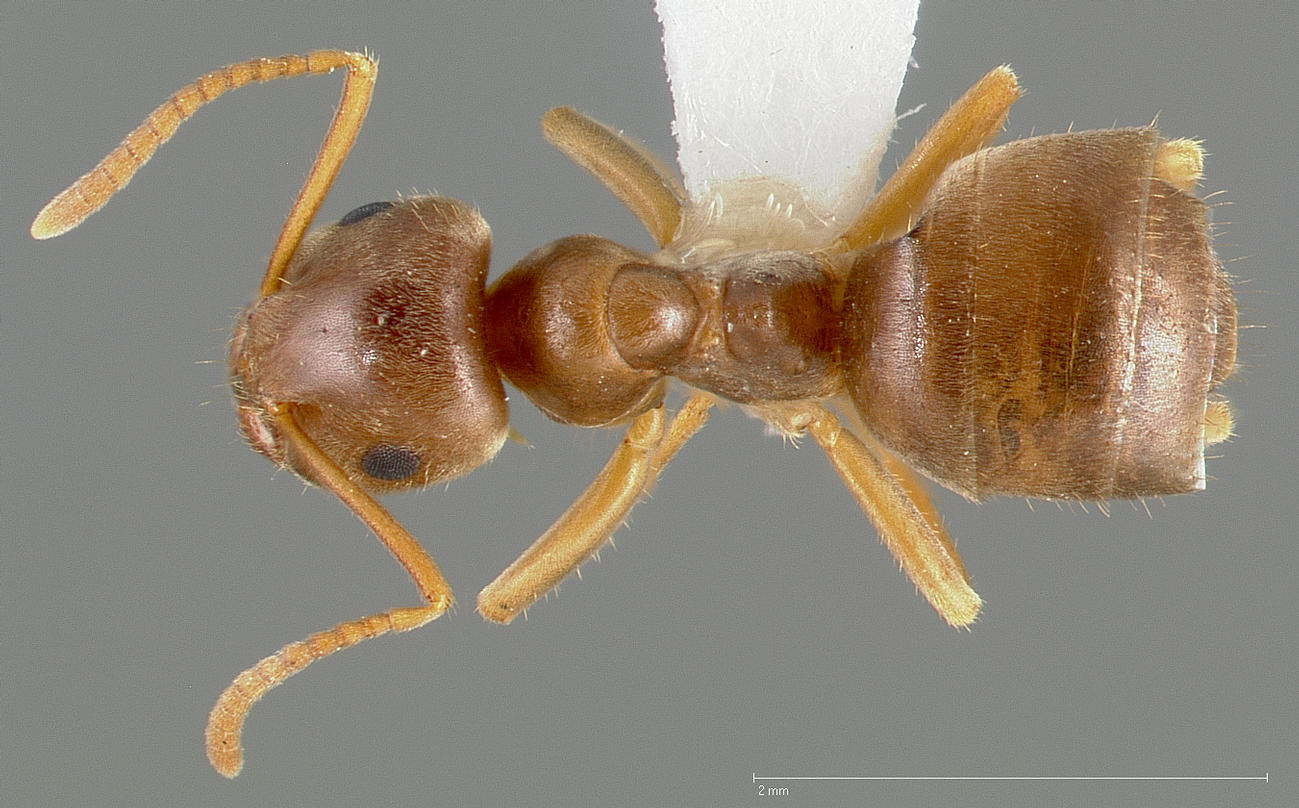
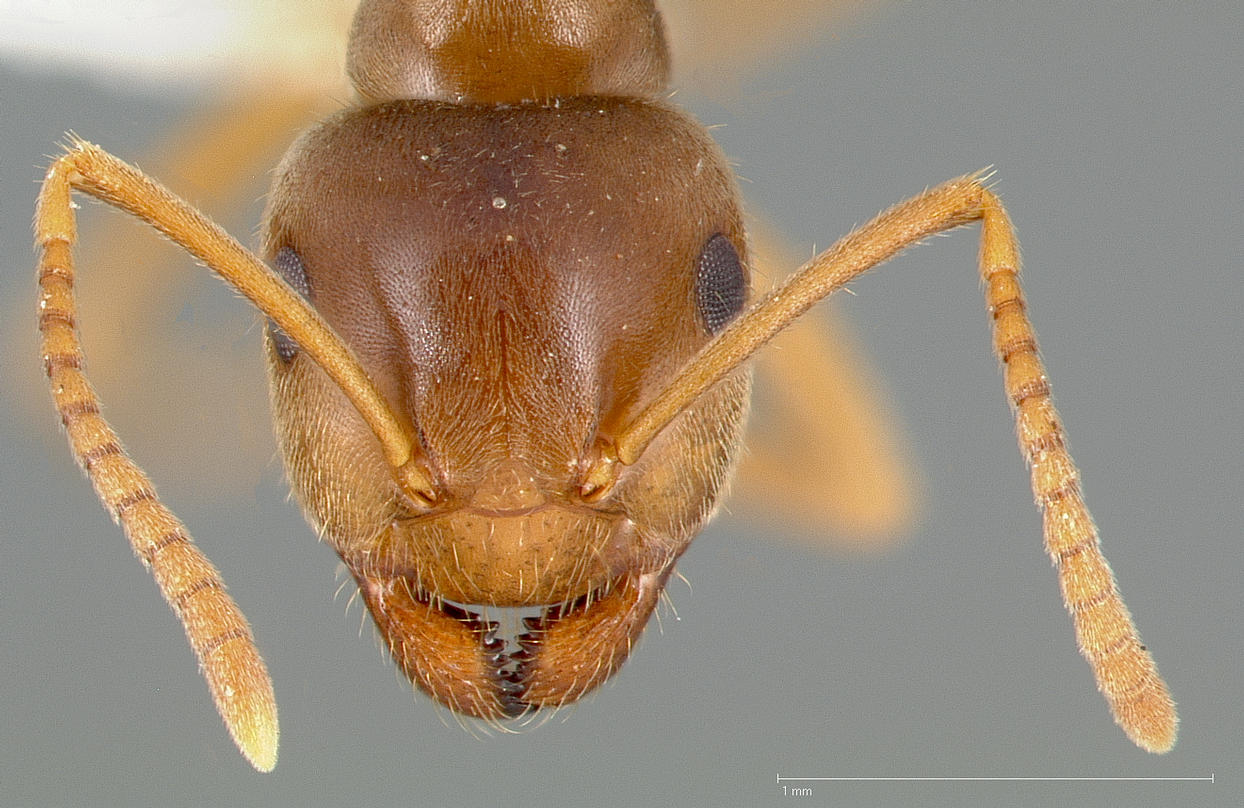
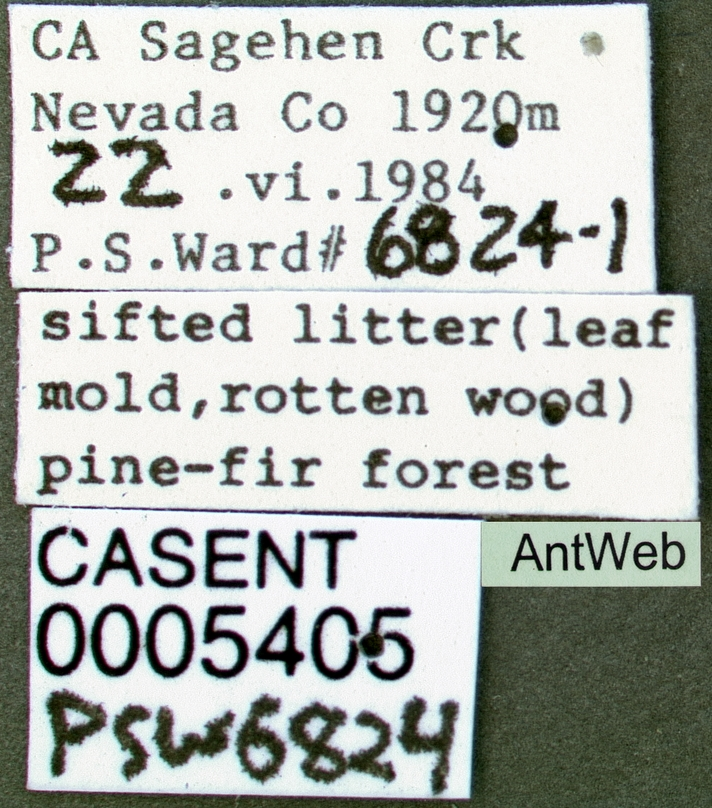
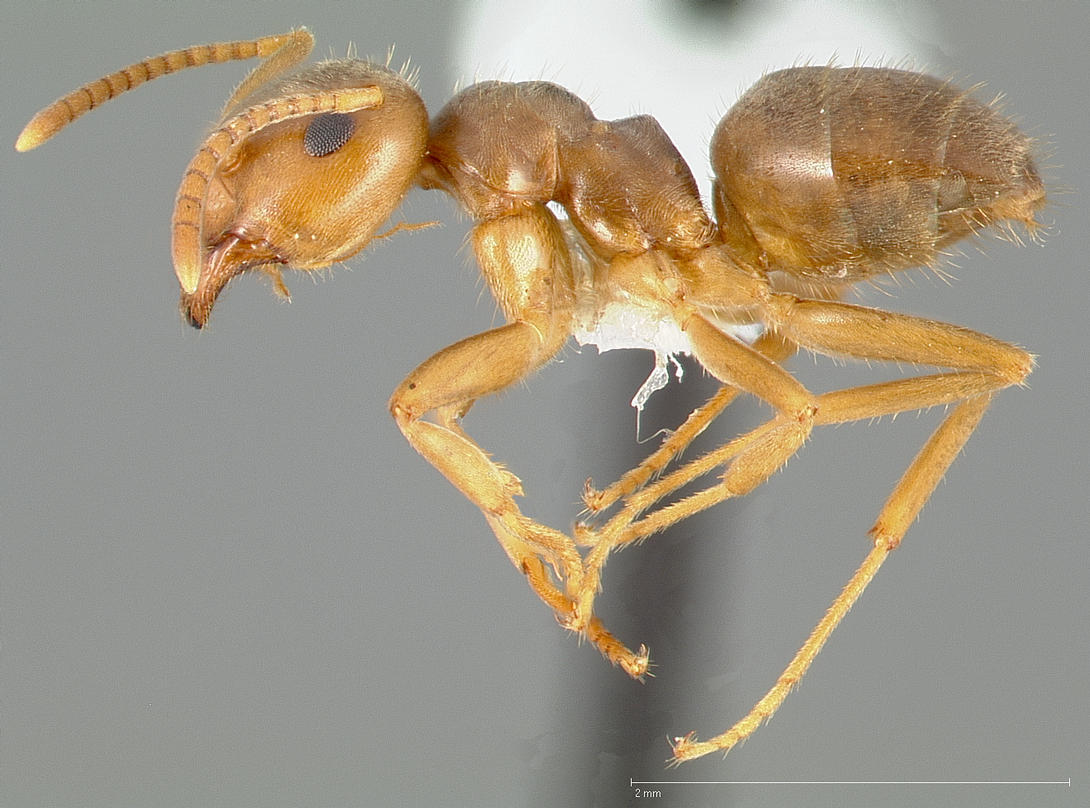
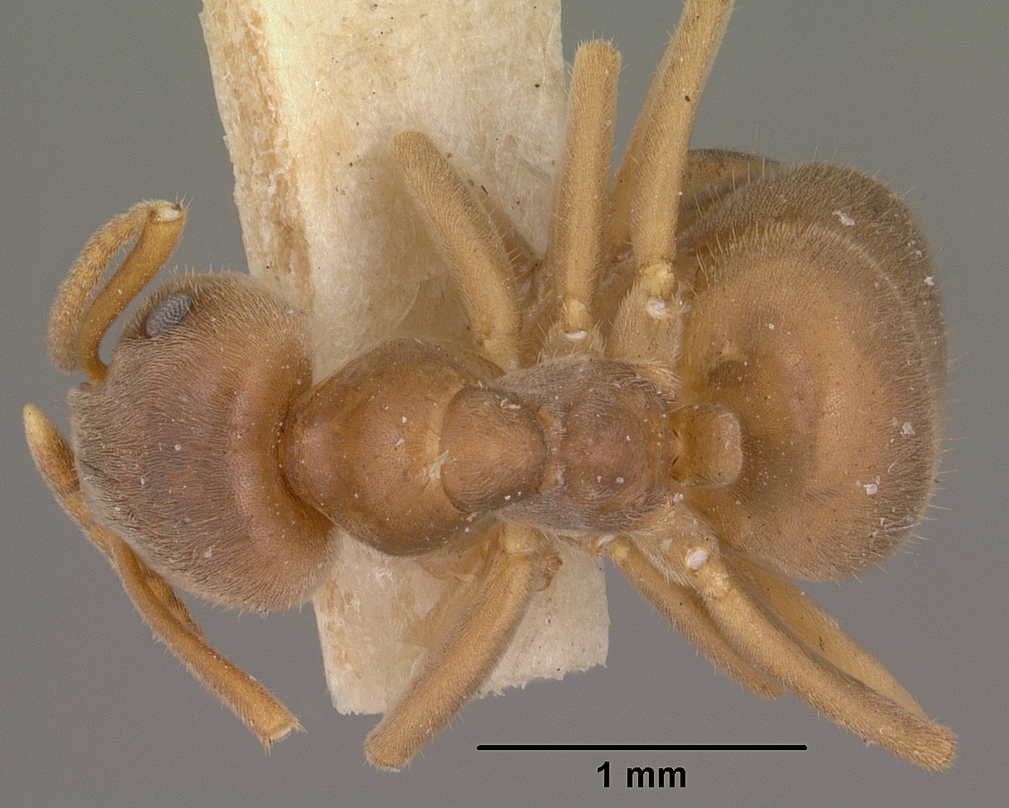
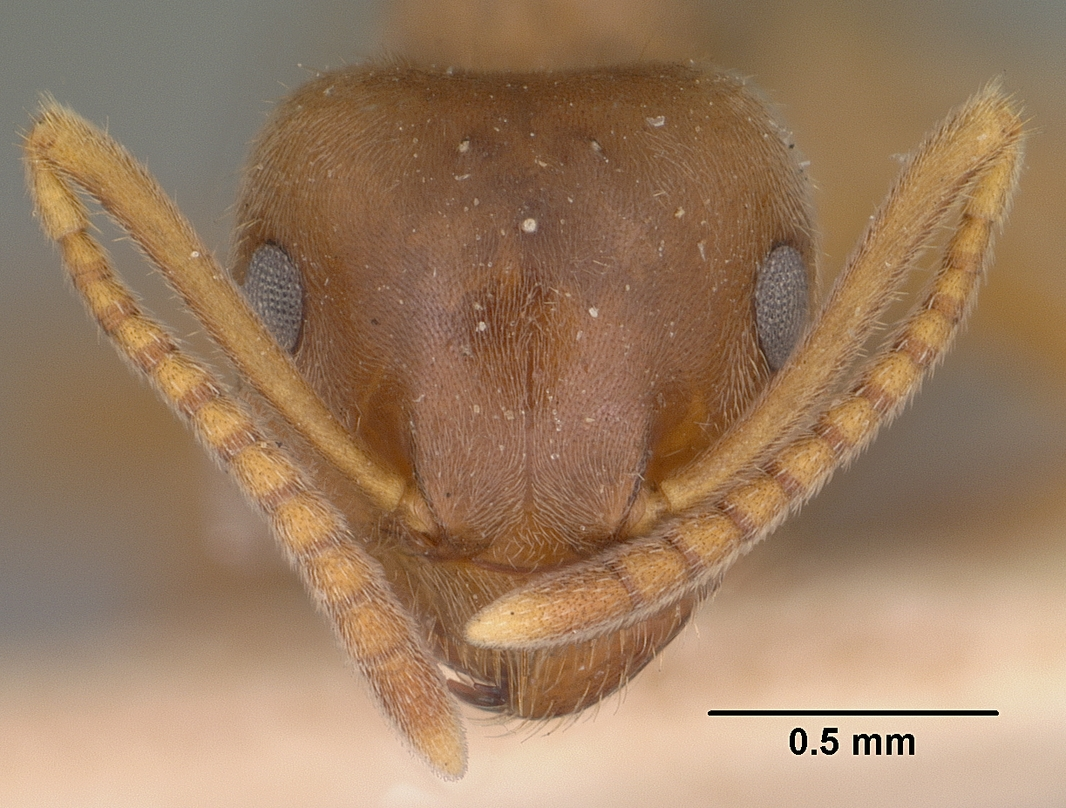